# Kapuhu

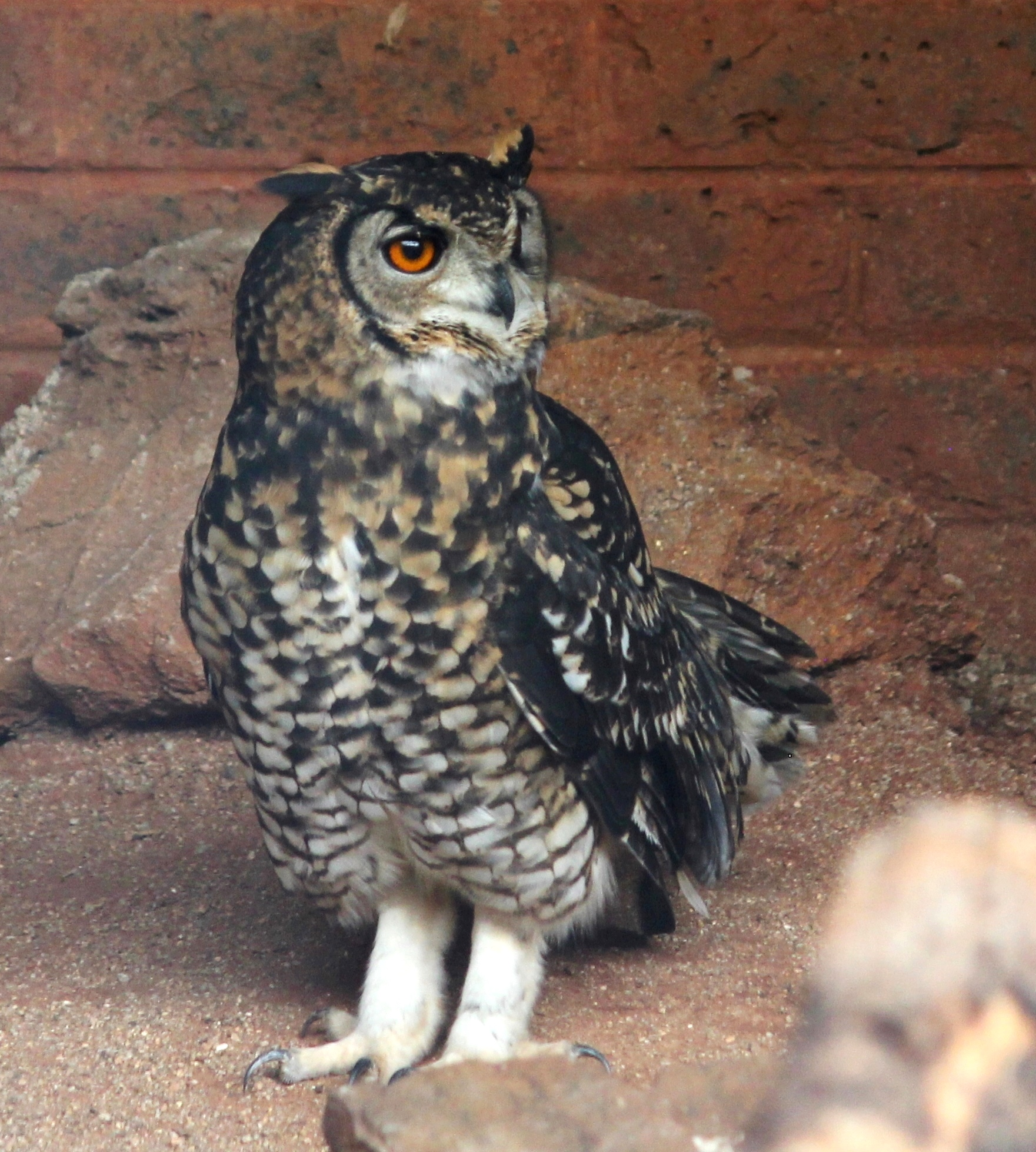
Kapuhu (Bubo capensis capensis)

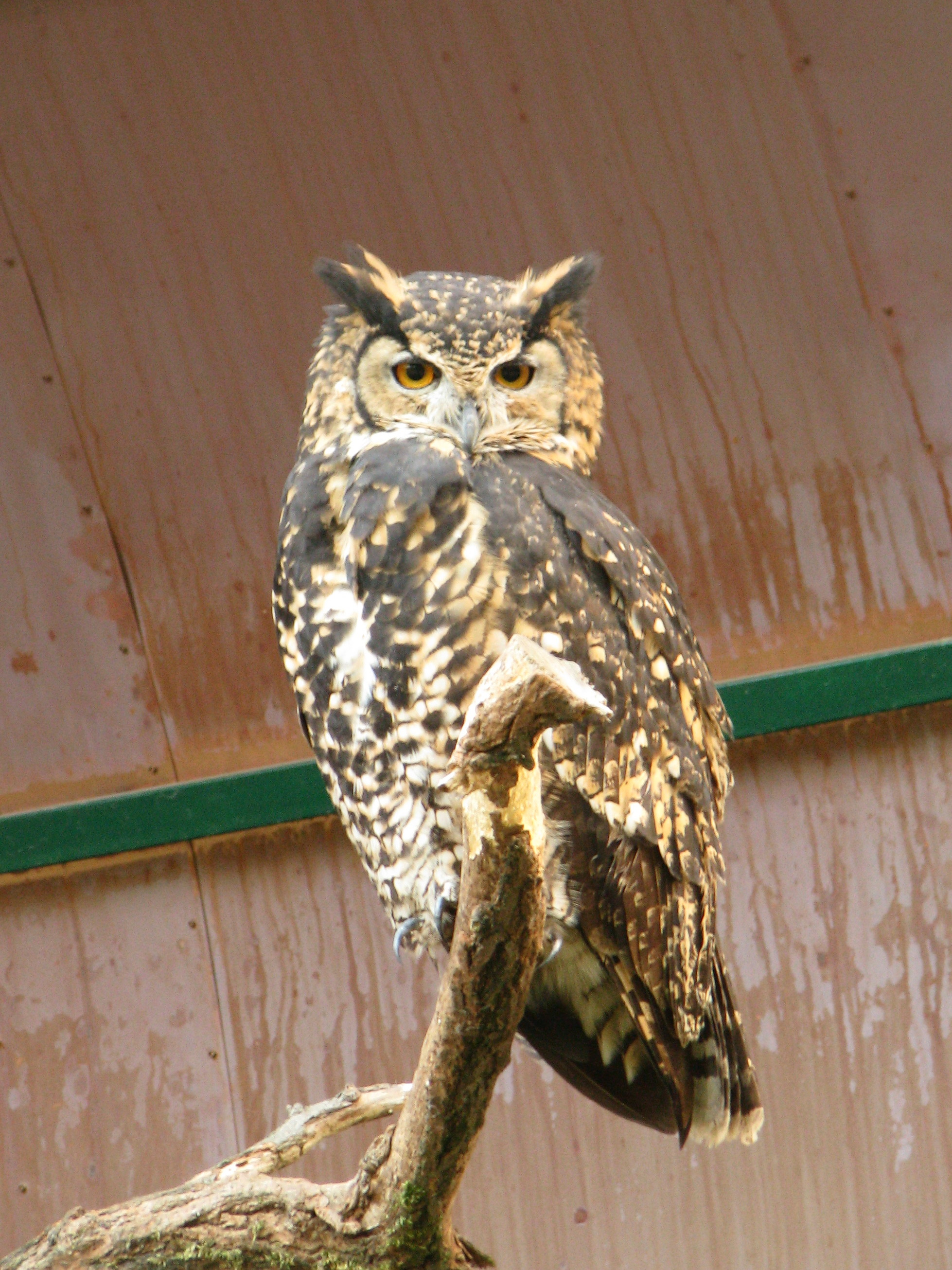
Kenia-Uhu (Bubo capensis mackinderi), eine teilweise umstrittene Unterart des Kapuhus

Der Kapuhu (Bubo capensis), gelegentlich auch Kap-Uhu geschrieben, ist eine Art aus der Familie der Eigentlichen Eulen. Er weist ein disjunktes Verbreitungsgebiet in Afrika auf.

## Merkmale
Der Kapuhu ist eine verhältnismäßig große Eulenart und erreicht eine Körperlänge von 46 bis 58 Zentimeter. Er hat auffällige Federohren, die Augen sind gelb bis orangefarben. Die Brust ist an den Seiten stark gefleckt. Die Läufe und Zehen sind dicht befiedert. Er weist große Ähnlichkeit mit dem Fleckenuhu auf. Dieser ist allerdings kleiner und hat auf der Körperunterseite neben Flecken auch Querstreifen. Auch der Grauuhu, der ebenfalls kleiner ist, ist auf der Körperunterseite quergestreift. Er hat außerdem eher bräunliche Augen.

## Verbreitung und Lebensraum
Das Verbreitungsgebiet des Kapuhus ist Ost- und Südafrika von Eritrea und Äthiopien bis nach Kenia, Tansania, Simbabwe, Mosambik, der Kapprovinz in Südafrika und Südnamibia. Dieses Gebiet wird allerdings nicht durchgehend besiedelt. Der Lebensraum des Kapuhus sind überwiegend bergige und hügelige Landschaften mit Felsflächen oder Felsschluchten. Er kommt jedoch auch in der eher ebenen Karroo in der Kapprovinz vor
und jagt auch in offenen Savannen. In einzelnen Regionen hat er sich auch menschlichen Lebensraum erschlossen und übertagt in Städten, wo er in der Dämmerung Stadttauben jagt.

## Lebensweise
Der Kapuhu ist grundsätzlich eine dämmerungs- und nachtaktive Eule, kann jedoch gelegentlich auch nach Sonnenaufgang bzw. vor Sonnenuntergang beobachtet werden. Er übertagt in Felsspalten und ähnlichen Höhlen und gelegentlich sogar auf dem Boden unter einem Strauch. Männchen und Weibchen übertagen häufig gemeinsam. Dies gilt vor allem für die Zeit unmittelbar vor Beginn der Fortpflanzungsperiode.
Das Nahrungsspektrum besteht aus kleinen Nagetieren bis zur Größe von Hasen und Vögeln bis zur Größe eines Hammerkopfes. Daneben frisst er auch Eidechsen, Frösche, Skorpione, Krebse und größere Insekten. Der tägliche Nahrungsbedarf wird auf 650 bis 750 Gramm geschätzt.
Der Kapuhu ist eine ausgeprägt territoriale Eule. In dicht von Kapuhus besiedelten Regionen haben die Reviere gelegentlich nur eine Größe von 2,5 Quadratkilometern. In der Wahl des Nistplatzes ist der Kapuhu sehr anpassungsfähig. Als Nistplatz werden Stellen unter einem Felsband, verlassene Nester größerer Vögel, aber auch auf dem Boden unter einem Strauch genutzt. Ein Nest wird nicht gebaut, Kapuhus scharren bestenfalls eine flache Nistmulde. Sie ziehen maximal ein Gelege pro Jahr groß. Gelegentlich brüten Paare auch nur jedes 2. Jahr. Das Gelege besteht normalerweise aus zwei weißen Eiern. Es brütet allein das Weibchen. Die Brutzeit beträgt 34 bis 38 Tage. Während dieser Zeit wird das Weibchen vom Männchen mit Nahrung versorgt. Auch die Nestlinge werden allein vom Weibchen gehudert. Erst wenn diese ein Lebensalter von etwa 17 Tagen erreicht haben, verlässt das Weibchen gelegentlich das Nest, um auf Jagd zu gehen. Die Jungvögel sind mit 70 bis 77 Tagen flügge, verbleiben aber im Familienverband, bis sie ein Alter von etwa sechs Monaten erreicht haben. Ihre Fortpflanzungsfähigkeit erlangen sie im zweiten Lebensjahr.

## Unterarten
Es sind drei Unterarten bekannt:
- Bubo capensis capensis Smith, A, 1834[4] kommt in Südafrika und dem Süden Namibias vor.
- Bubo capensis dillonii Des Murs & Prevost, 1846[5] kommt in Äthiopien und Eritrea vor.
- Bubo capensis mackinderi Sharpe, 1899[6] ist von Kenia bis in den Westen Mosambiks verbreitet.

Teilweise wird letztere als eigene Art verstanden und dann Bubo mackinderi genannt.

## Belege

### Einzelbelege
1. 1 2   König et al., S. 328
2. ↑   König et al., S: 329
3. ↑  IOC World Bird List Owls
4. ↑  Andrew Smith (1834), S. 317
5. ↑  Marc Athanase Parfait Œillet Des Murs (1846) u. a., S. 242
6. ↑  Richard Bowdler Sharpe (1899), S. 28
7. ↑  Bubo mackinderi auf avibase.bsc-eoc.org